# Oklahoma (kortspel)
Ej att förväxla med gin rummy-varianten Oklahoma gin, se Gin rummy.
Oklahoma, även kallat Oklahoma rummy eller Arlington, är ett kortspel som hör till rummy-familjen, en grupp besläktade spel som alla har en likartad spelmekanism och som går ut på att bilda kombinationer av korten.
Två sammanblandade kortlekar används, i vilka tvåorna kan användas för att ersätta valfritt annat kort. Målet för spelarna är att så fort som möjligt bli av med sina kort genom att sätta samman dem i kombinationer bestående av tre eller fyra kort av samma valör eller av minst tre kort i följd i samma färg, och att samtidigt se till att kombinationerna blir så poänggivande som möjligt. 
När någon av spelarna lagt ut sitt sista kort avslutas given. Spelarna får pluspoäng för utlagda kombinerade kort enligt en särskild värdeskala, och minuspoäng för de kort som är kvar på handen. Kännetecknande för Oklahoma är det höga poängvärde som åsatts spader dam.